# Heinz Schilling von Cannstatt
Heinz Hermann Freiherr Schilling von Cannstatt-Kupferberg (* 27. Juni 1918 in Mainz; † 30. September 2007 ebenda) war ein deutscher Unternehmer.

## Leben
Heinz Schilling von Cannstatt entstammte dem Geschlecht der Schilling von Cannstatt; er war ein Urenkel des Gründers der Sektkellerei Kupferberg Christian Adalbert Kupferberg.
In den 1960er Jahren trat er in die Geschäftsleitung der Mainzer Sektkellerei C.A. Kupferberg & Cie. ein. Er war zunächst Kellereidirektor und später persönlich haftender Gesellschafter. 1983 ging er in den Ruhestand. Er war weiterhin Mitglied des Aufsichtsrates und später auch stellvertretender Aufsichtsratsvorsitzender, auch unter dem neuen Eigentümer, der Unternehmensgruppe Racke.
Er engagierte sich zugunsten zahlreicher gesellschaftlicher Aktivitäten in Mainz und galt als „Botschafter des Sektes und der Sektkultur“. Er war Träger des Bundesverdienstkreuzes am Bande des Verdienstordens der Bundesrepublik Deutschland sowie "Officier de l'Ordre national du Mérite".
Er hinterließ seine Ehefrau, fünf Kinder und sechs Enkel.

## Mitgliedschaften
- Casinogesellschaft "Hof zum Gutenberg"
- Deutsch-Französische Gesellschaft Mainz
- Generalfeldmarschall der Mainzer Ranzengarde (seit 1947)
- "Großer Rat" des Mainzer Carneval-Vereins
- Schlaraffia
- "La Ronde des Gourmets"
- Schilling´scher Familienverband (Schilling von Cannstatt)